# Panda Bear
Noah Benjamin Lennox (sinh ngày 17 tháng 7 năm 1978 ở Baltimore, Maryland) cũng gọi là Panda Bear, là một nhạc sĩ và là thành viên sáng lập của Animal Collective. Thêm vào đó, anh đã phát hành 5 album đơn từ năm 1999, trong đó nổi tiếng nhất là Person Pitch (2007). Lennox hiện sống ở Lisbon, Bồ Đào Nha.

## Đĩa nhạc

### Solo
- Panda Bear (1998, Soccer Star)
- Young Prayer (28 tháng 9 năm 2004, Paw Tracks)
- Person Pitch (20 tháng 3 năm 2007, Paw Tracks)
- Tomboy (12 tháng 4 năm 2011, Paw Tracks) (Anh #62, Mỹ #29)
- Panda Bear Meets the Grim Reaper (13 tháng 1 năm 2015, Domino)

### EP
- Mr Noah (22 tháng 10 năm 2014, Domino)

### Đĩa đơn
- "I'm Not/Comfy in Nautica"
- "Bro's"
- "Carrots"
- "Take Pills"
- "Tomboy"
- "You Can Count on Me"
- "Last Night at the Jetty"
- "Surfer's Hymn"